# Ralf-Rüdiger Targiel
Ralf-Rüdiger Targiel (ur. 1953) – niemiecki historyk, archiwista i publicysta, dyrektor archiwum miejskiego we Frankfurcie nad Odrą, wieloletni wiceprzewodniczący a obecnie przewodniczący Towarzystwa Historycznego w tym samym mieście. Autor publikacji na temat historii Frankfurtu nad Odrą, w tym na temat historii prawobrzeżnej dzielnicy Dammvorstadt, czyli dzisiejszych Słubic.

## Publikacje (wybór)
- 100 Jahre Strom und Strassenbahn für Frankfurt (Oder), Stadtwerke, 1998.
- 110 Jahre Strassenbahn für Frankfurt(Oder), Stadtverkehrsgesellschaft, 2008.
- Alma mater Viadrina: (1506-1811). Nachbetrachtung einer Ausstellung, 1983.
- Die Bibliothek der Alma mater Viadrina: zur Geschichte der einstigen Universitätsbibliothek Frankfurt und ihrer Nachfolger in Wrocław und Frankfurt (Oder), Stadtarchiv Frankfurt (Oder), 2001.
- Die Oberbürgermeister der Stadt Frankfurt (Oder): vom Beginn des 18. Jahrhunderts bis zur Wiedererlangung der kommunalen Selbstverwaltung im Jahr 1990, Stadtarchiv Frankfurt (Oder), 2000.
- Die Oderuniversität Frankfurt (1506-1811): eine deutsche Hochschule in der Geschichte Brandenburg-Preussens und der europäischen Wissenschaft : zum 475. Jahrestag der Eröffnung der Frankfurter Universität, 1981.
- Frankfurt (Oder), so wie es war, Droste 1994.
- Frankfurt (Oder) im Spiegel der Fotografien von L. Haase& Co./ Foto-Fricke, 2012.
- Frankfurter Orgelschriften (razem z Tobiasem Kraßke i Wolfem Bergeltem).
- Im Fluge durch Frankfurt a.O., Geiger-Verlag, wyd. 2, 2003. [2]
- Krótka historia cmentarza żydowskiego Frankfurt nad Odrą - Słubice, Urząd Miejski w Słubicach, Słubice 1999.
- Projekt deutsch-polnische Geschichte, Urząd Miejski w Słubicach, Słubice 1999.